# Годант
Года́нт (фр. и окс. Gaudent) — коммуна во Франции, находится в регионе Юг — Пиренеи. Департамент — Верхние Пиренеи. Входит в состав кантона Молеон-Барус. Округ коммуны — Баньер-де-Бигор.
Код INSEE коммуны — 65186.

## География

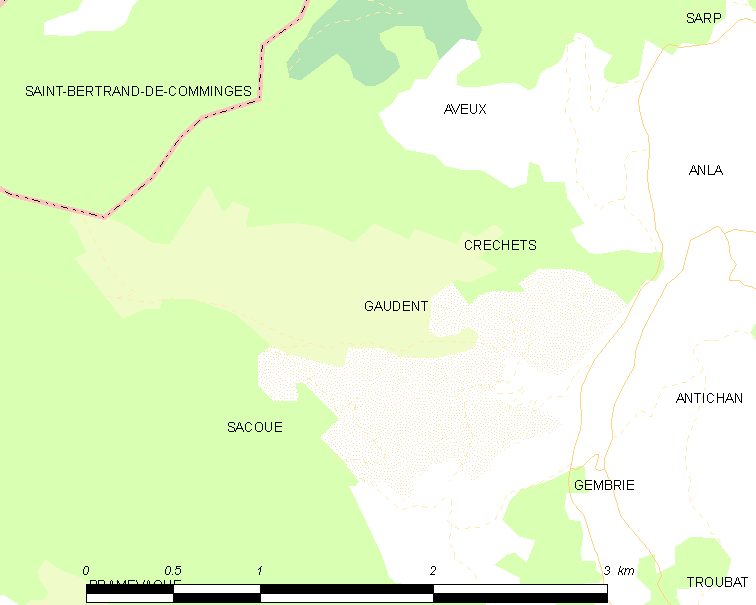
Карта коммуны

Коммуна расположена приблизительно в 670 км к югу от Парижа, в 100 км юго-западнее Тулузы, в 50 км к юго-востоку от Тарба.

## Климат
Климат умеренно-океанический с солнечной тёплой погодой и обильными осадками на протяжении практически всего года.

## Население
Население коммуны на 2010 год составляло 47 человек.
| 1962 | 1968 | 1975 | 1982 | 1990 | 1999 | 2010 |
| ---- | ---- | ---- | ---- | ---- | ---- | ---- |
| 50   | 49   | 40   | 40   | 34   | 45   | 47   |

## Администрация
| Период | Период | Фамилия     | Партия | Примечания |
| ------ | ------ | ----------- | ------ | ---------- |
| 2001   | 2014   | Мишель Риб  |        |            |
| 2014   | 2020   | Ансельм Риб |        |            |

## Экономика
В 2010 году среди 33 человек трудоспособного возраста (15-64 лет) 22 были экономически активными, 11 — неактивными (показатель активности — 66,7 %, в 1999 году было 72,0 %). Из 22 активных жителей работали 19 человек (10 мужчин и 9 женщин), безработных было 3 (0 мужчин и 3 женщины). Среди 11 неактивных 3 человека были учениками или студентами, 5 — пенсионерами, 3 были неактивными по другим причинам.